# Kunming-Bangkok Expressway

Ungefährer Verlauf des Kunming-Bangkok-Expressways

Kunming-Bangkok Expressway ist die erste internationale Schnellstraße der Volksrepublik China und Teil der Neuen Seidenstraße. Sie beginnt in Kunming, der Hauptstadt der Provinz Yunnan im Südwesten Chinas, und endet in Bangkok, der Hauptstadt Thailands.

## Allgemeines
Die Schnellstraße ist ca. 1900 km lang, davon etwa 730 km in China, 260 km in Laos und 920 km in Thailand. Sie wurde gemeinsam durch China, Laos, Thailand und die Asian Development Bank finanziert und erstreckt sich südlich von Kunming nach Jinghong und überquert die Grenze in Boten (Luang Namtha). Die Schnellstraße durchquert den Dschungel und das Hochland in Nord-Laos bis zum Fluss Mekong zur Vierten Thailändisch-Laotischen Freundschaftsbrücke. Weiter geht es in Thailand nach Süden, meist als Thanon Phahonyothin, bis nach Bangkok. Der Kunming-Bangkok Expressway ist bis Chiang Rai in Thailand Teil des Asiatischen Fernstraßen-Projekt AH3 und von Chiang Rai bis Bangkok AH2 und AH1.

## Streckenabschnitte

### China
- G213: Kunming – Yuxi – Yuanjiang (203 km)
- G213: Yuanjiang – Puer – Jinghong (352 km)
- G213: Jinghong – Mengla – Mohan (186 km)
- ( Autobahn Kunming–Mohan) (im Bau)
- Grenze  Laos

### Laos
- Grenze  Volksrepublik China
- : Boten – Nateuy (20 km)
- (Vientiane-Boten Expressway) (geplant)
- : Nateuy – Luang Namtha – Ban Houayxay (242 km)
- Grenze  Thailand
- Vierte Thailändisch-Laotische Freundschaftsbrücke (0,48 km)

### Thailand
- Grenze  Laos
- Thailand Route 1356: Freundschaftsbrücke – Chiang Khong (17 km)
- Thailand Route 1020: Chiang Khong – Chiang Rai (113 km)
- (Alternative Strecke  1421/1152/1020/5032)
- Thanon Phahonyothin: Chiang Rai – Chai Nat (562 km)
- ( Autobahn: Chiang Rai – Bang Pa-in) (755,6 km) (geplant)
- Thailand Route 32: Chai Nat – Bang Pa-in (194 km)
- Thanon Phahonyothin/Thanon Vibhavadi Rangsit: Bang Pa In – Bangkok (49 km)